# Sfekofil
Sfekofil – organizm, który obligatoryjnie co najmniej część swojego cyklu życiowego spędza w koloniach os. 
Przykłady sfekolifi: występujący w Ameryce Południowej Trogon caligatus (Trogonidae) drąży wgłębienia swych gniazd w kartonowych gniazdach os z plemienia Polybiini, w trakcie tego zjadając dorosłe owady. Ćma z gatunku Taygete sphecophila (Autostichidae) z Wysp Galapagos występuje w gniazdach tamtejszych os z rodzaju Polistes. Do sfekofili zaliczyć można także chrząszcza sąsiada dziwaczka.